# Sân vận động AT&T
Sân vận động AT&T (tiếng Anh: AT&T Stadium), trước đây là Sân vận động Cowboys, là một sân vận động có mái che có thể thu vào ở Arlington, Texas, Hoa Kỳ. Sân phục vụ như là sân nhà của Dallas Cowboys của National Football League (NFL) và được hoàn thành vào ngày 27 tháng 5 năm 2009. Đây cũng là sân nhà của Cotton Bowl Classic và Trận đấu vô địch Big 12. Cơ sở thuộc sở hữu của Jerry Jones, cũng có thể được sử dụng cho nhiều hoạt động khác như hòa nhạc, bóng rổ, bóng đá, các giải đấu bóng bầu dục đại học và trung học, rodeo và motocross và đua xe Spartan. Sân thay thế Sân vận động Texas có mái che một phần, từng là sân nhà của Cowboys từ mùa giải năm 1971 đến năm 2008.
Sân vận động đôi khi được gọi là "Jerry World" theo tên chủ sở hữu của Dallas Cowboys, Jerry Jones, người ban đầu hình dung nó như một thánh địa giải trí lớn. Sân vận động có sức chứa 80.000 chỗ ngồi, khiến sân trở thành sân vận động lớn thứ tư trong NFL tính theo sức chứa. Sức chứa tối đa của sân vận động có phòng đứng là 105.000 người. Kỷ lục khán giả một trận đấu NFL được thiết lập vào năm 2009 với số lượng khán giả là 105.121 người. Các phần Party Pass (khu vực mở) nằm phía sau các ghế ở mỗi khu vực cuối và trên một loạt sáu sân ga trên cao được kết nối bằng cầu thang. Sân cũng có màn hình video độ nét cao lớn thứ 29 trên thế giới.

## Xây dựng và thiết kế

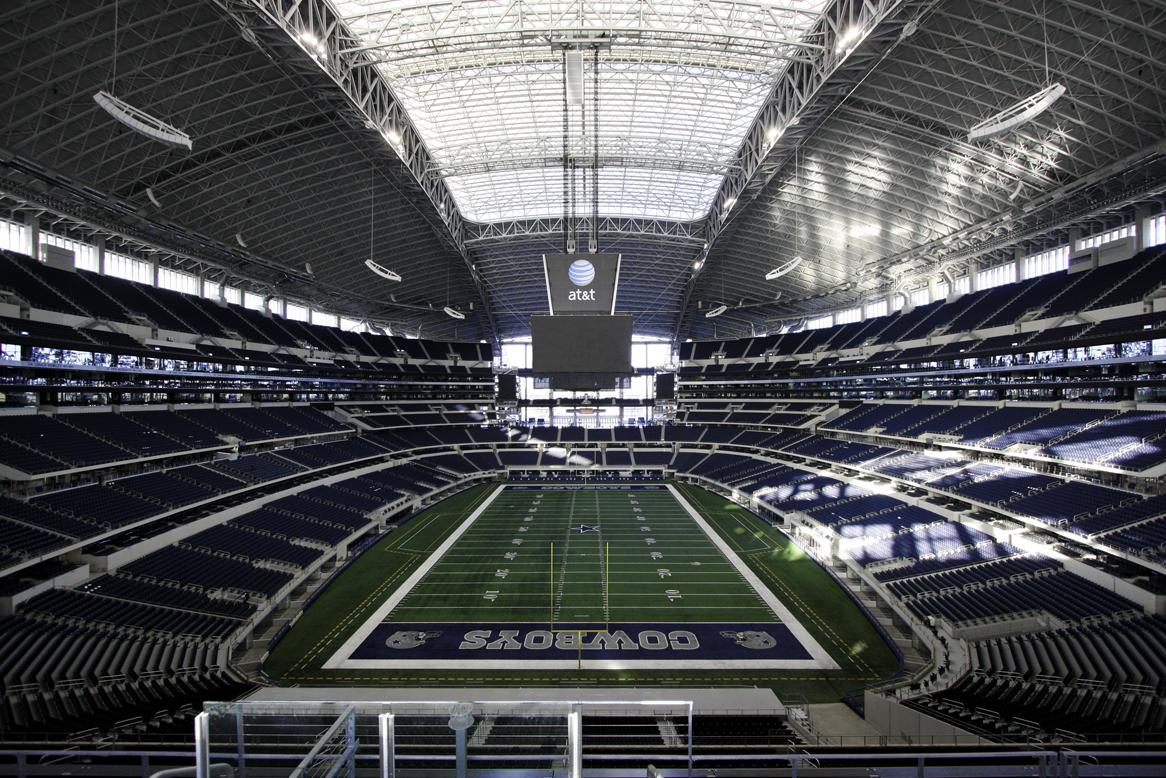
Bên trong

Ước tính ban đầu là 650 triệu đô la, chi phí xây dựng thực tế của sân vận động đã tăng lên 1,15 tỷ đô la, khiến sân trở thành một trong những địa điểm thể thao đắt nhất từng được xây dựng. Để hỗ trợ chủ sở hữu và tổng giám đốc Cowboys, Jerry Jones, trong việc thanh toán chi phí xây dựng sân vận động mới, các cử tri Arlington đã chấp thuận việc tăng thuế bán hàng của thành phố lên 0,5%, thuế sử dụng khách sạn lên 2% và thuế cho thuê xe hơi 5%. Thành phố Arlington đã cung cấp hơn 325 triệu đô la (bao gồm cả lãi suất) trái phiếu làm tài trợ, và Jones đài thọ mọi chi phí vượt quá. Ngoài ra, NFL đã cung cấp cho Cowboys một khoản vay bổ sung 150 triệu đô la, theo chính sách tạo điều kiện tài chính cho việc xây dựng các sân vận động mới.
Một cặp mái vòm cao gần 300 ft (91 m) kéo dài theo chiều dài của mái vòm sân vận động (một trong những mái vòm cao nhất thế giới), được neo vào mặt đất ở mỗi đầu. Sân vận động mới cũng bao gồm "hơn 3.000 màn hình LCD Sony trong khắp các dãy phòng sang trọng, phòng họp, khu vực nhượng quyền và hơn thế nữa, cung cấp cho người hâm mộ các tùy chọn xem vượt ra ngoài hành động trên sân". Nó cũng có một bảng hiển thị video Mitsubishi treo ở giữa, là màn hình HDTV lớn nhất trên thế giới vào thời điểm lắp đặt. Kể từ đó, nó đã bị vượt qua về kích thước bởi bảng video Panasonic "Big Hoss" (rộng 218 ft (66 m) và cao 94,6 ft (28,8 m)) tại Texas Motor Speedway. Cửa kính, cho phép mở từng vùng cuối, được thiết kế và thi công bởi hệ thống kính Haley-Greer có trụ sở tại Dallas.
Mái che có thể thu vào được thiết kế bởi công ty kỹ thuật kết cấu Walter P Moore và hệ thống được thực hiện bởi các nhà tư vấn cơ giới hóa Uni-Systems. Điện khí hóa mái che có thể thu vào của Sân vận động Cowboys được phát triển bởi VAHLE, Inc. Các nguyên tắc cơ bản của Kiến trúc Kinetic này sẽ được sử dụng để tạo ra các chuyển đổi nhanh chóng của cơ sở để đáp ứng nhiều sự kiện khác nhau. Khi thiết kế chính thức được công bố vào ngày 12 tháng 12 năm 2006, nó cho thấy rằng, từ bên trong sân vận động, mái che (màng do Công ty K Post của Dallas lắp đặt) sẽ trông rất giống với mái che của Sân vận động Texas, với lỗ thủng đặc trưng của nó. Tuy nhiên, nó có thể được bao phủ bởi mái che có thể thu vào để bảo vệ khỏi các yếu tố.
Sân cỏ bóng đá được xây dựng bởi Hellas Construction. Họ đã phát triển một Hệ thống sân cỏ có thể chuyển đổi SoftTop đặc biệt có 26 tấm có thể hoán đổi cho nhau để cho phép sân vận động tổ chức nhiều sự kiện khác nhau từ các buổi hòa nhạc, các giải đấu xe đạp đất và xe tải quái vật đến bóng đá đại học, bóng rổ và các trận đấu bóng đá.
Một Đại sảnh Danh vọng của Dallas Cowboys được lên kế hoạch cho cấp Đại sảnh Danh vọng. Các bản vẽ cũng bao gồm một địa điểm cho một tác phẩm điêu khắc lớn ở phía đông bắc của sân vận động, gần Đường Randol Mill. Thị trưởng Robert Cluck tuyên bố sử dụng khu đất nổi tiếng như một phương sách cuối cùng nhưng hầu hết các bất động sản từ chối bán cho thành phố, điều đó cho thấy chương trình ưu đãi không phù hợp theo Glenn Sodd, một luật sư đại diện cho một số chủ sở hữu nhà trong khu vực. Luật sư Bob Cohen, người đại diện cho một số chủ sở hữu bất động sản, cho biết thành phố dành cho nhiều khách hàng của ông ít động lực để bán. Ông cho biết ông đại diện cho chủ sở hữu của một số bất động sản cho thuê đang tính vào doanh thu hàng tháng đó để nghỉ hưu và cho biết hầu hết các chủ nhà không có khả năng xây dựng lại hoặc mua trong khu vực đó với gói ưu đãi. Một luật sư của Arlington đã được trích dẫn nói rằng "Thị trưởng đã bán hết và hội đồng đã đi đúng hướng".
Người ta khẳng định rằng sân vận động sử dụng nhiều điện hơn cả đất nước Liberia.